# Giacomo Alberione
Blaženi Giacomo Alberione (Fossano, 4. travnja 1884. – Rim, 26. studenog 1971.), talijanski katolički svećenik, nakladnik, novinski urednik i utemeljitelj laičkih vjerskih kongregacija Pavlinske obitelji. Blaženik je Katoličke Crkve.
Rođen je u pobožnoj seljačkoj obitelji, kao četvrto od šestero djece Michelea Alberionea i Terese Allocco. Kao četrnaestogodišnjak upisuje sjemenište u Brau, potom studira u Albi, gdje upoznaje kanonika Francesca Chiesu, koji je bio njegov prijatelj i savjetnik 46 godina. Nakon zaređenja 29. lipnja 1907. u Albi, godinu dana djeluje kao kapelan u nedalekom Narzoleu, a u listopadu 1908. postjae duhovnikom i profesorom pri sjemeništu u Albi. Obnašao je i dužnost biskupskog ceremonijara. Istaknuo se u katehetskom radu s mladeži, u kojem se koristio suvremenim sredstvima društvenog priopćavanja u svrhe evangelizacije. Kao dominikanski trećoredac bio je duhovnikom subraće u Laičkoj bratovštini svetog Dominika u Albi. S ciljem širenja evanđeoske poruke osniva 20. kolovoza 1914. u Albi udrugu sv. Pavla, zametak svoje Pavlinske obitelji, u sklopu koje je za života osnovao pet kongregacija
U sklopu udruge pokrenuo je i nakladničku kuću Izdanja sv. Pavla, u sklopu koje je djelovao i filmski studio. Izdavao je brojne časopise i tiskovine, među kojima se ističu »Kršćanska obitelj« (Famiglia Cristiana), »Isus« i strip časopis »Il Giornalino«. Na Drugom vatikanskom saboru sudjelovalo je kao teološki stručnjak. Neposredno prije smrti posjetio ga je papa Pavao VI. Pokopan je u rimskoj bazilici Marije Kraljice apostola, koja se smatra njegovim svetištem. Autorom je više od četrdeset knjiga. Dobitnik je odlikovanja Pro Ecclesia et Pontifice i talijanskog Odličja časti za kulturu i umjetnost.

## Vanjske poveznice
- Alberione, Giacomo u Treccanijevoj talijanskoj enciklopediji
- Bl. Giacomo ALberione u mrežnoj enciklopediji svetaca »Santi e Beati«